# Eleição para o Senado federal por Dakota do Sul em 2004
A eleição para o senado do estado americano da Dakota do Sul em 2004 foi realizada em 2 de novembro de 2004. O senador Tom Dashle foi derrotado pelo congressita John Thune, por uma margem de 4.508 votos.

## Candidatos
| Candidato   | Partido             | Cargos políticos ou profissão |
| ----------- | ------------------- | ----------------------------- |
| John Thune  | Partido Republicano | Congressista                  |
| Tom Daschle | Partido Democrata   | Senador                       |

## Resultados
| Eleição para o senado da Dakota do Sul em 2004 | Eleição para o senado da Dakota do Sul em 2004 | Eleição para o senado da Dakota do Sul em 2004 | Eleição para o senado da Dakota do Sul em 2004 | Eleição para o senado da Dakota do Sul em 2004 | Eleição para o senado da Dakota do Sul em 2004 |
| Partido                                        | Candidato                                      | Votos                                          | %                                              |                                                |                                                |
| Republicano                                    | John Thune                                     | 197.848                                        | 50,576%                                        |                                                |                                                |
| Democrata                                      | Tom Daschle                                    | 193.340                                        | 49,424%                                        |                                                |                                                |
| Total                                          | Total                                          | 391.188                                        | 70%                                            |                                                |                                                |
| ---------------------------------------------- | ---------------------------------------------- | ---------------------------------------------- | ---------------------------------------------- | ---------------------------------------------- | ---------------------------------------------- |